# علی کیسای
علی کیسای (انگلیسی: Ali Ceesay؛ زادهٔ ۱۰ اکتبر ۱۹۹۲) بازیکن فوتبال اهل گامبیا است.
از باشگاه‌هایی که در آن بازی کرده است می‌توان به باشگاه فوتبال اسکونتو و باشگاه فوتبال ژیلینا اشاره کرد.